# Clément d'Irlande
Pour les articles homonymes, voir Saint Clément, Clément et Saint-Clément.
Clément d'Irlande, en latin Clemens Scotus, est un clerc irlandais et écolâtre à la cour carolingienne au début du IXe siècle, mort après 826, auteur d'ouvrages de grammaire.

## Éléments biographiques
Il y a un récit à son propos, d'une valeur incertaine pour ses détails, au début des Gesta Karoli Magni de Notker le Bègue (I, 1) : peu après que Charlemagne est devenu seul roi des Francs (donc peu après 771), deux Scots « d'une érudition incomparable » auraient débarqué en Gaule avec des marchands bretons et auraient proposé de vendre leur science comme d'autres vendent des marchandises ; la chose serait parvenue aux oreilles du roi qui, recherchant des hommes de savoir, les fait venir ; comme il apparaît qu'ils ne demandent rien d'autre pour leur enseignement qu'un toit et de quoi se nourrir, il les garde et, peu de temps après, forcé de multiplier les expéditions guerrières, il affecte l'un d'eux, nommé Clément, à la Gaule, lui confiant des enfants de toutes conditions sociales (« Clementem in Gallia residere præcepit, cui et pueros nobilissimos, mediocres et infimos satis multos commendavit, et eis, prout necessarium habuerunt, victualia ministrari præcepit habitaculis opportunis ad habitandum deputatis ») ; son compagnon, dont le nom s'est perdu dans la tradition manuscrite, est envoyé, quant à lui, enseigner dans le monastère Saint-Augustin de Pavie (donc après juin 774, date de la prise de cette ville par Charlemagne). Dans le récit très imprécis de Notker, l'installation de Clément et de son compagnon précède l'arrivée d'Alcuin (I, 2), qui rencontre Charlemagne en 781. Ensuite (I, 3) se place la scène devenue légendaire de l'inspection de l'école de Clément par le roi (« Cumque victoriosissimus Karolus post longum tempus in Galliam reverteretur, præcepit ad se venire pueros quos Clementi commendaverat […] ») : les élèves de condition modeste qui présentent au souverain d'excellents travaux sont félicités, tandis que les fils de nobles qui n'ont rien fait de bon sont sévèrement réprimandés.
La première trace plus précise de Clément se trouve dans le Catalogue des abbés de Fulda (Monum. Germ. Hist., Script., XIII, p. 272), dans la notice sur le troisième abbé, Ratger, en fonction de 802 à 817 : il envoie Raban Maur et Hatton à Tours auprès d'Alcuin étudier les arts libéraux, Brunan auprès d'Éginhard qui enseigne « des arts variés », et un certain Modestus, avec d'autres, auprès de Clément pour étudier la grammaire (« Modestum cum aliis [sc. direxit] ad Clementem Scottum grammaticam studendi »).
On a conservé aussi, dans un manuscrit de Bamberg, un poème adressé par Clément à Lothaire Ier, après que celui-ci a été nommé empereur, en juillet 817 (« Pauca tibi, Cæsar, de multis, magne Hlothari,/ Jure tuus Clemens sæpe legenda dedi […] »), où il apparaît que Lothaire était l'élève de Clément.
Dans son Chant en l'honneur de Louis le Pieux, Ermold le Noir évoque Clément dans le récit de festivités accompagnant le baptême du roi danois Harald Klak, à Ingelheim, en juin 826 : il est présenté comme le chef d'un groupe de prêtres qui s'activent (IV, 403-04 : « Turba sacerdotum Clementis dogmate constat,/ Levitæque micant ordine namque pii »).
Dans un manuscrit conservé à la British Library (Cod. Harleianus 3685), on trouve un poème adressé par un certain Prudens, non autrement connu, à Galindo-Prudentius, c'est-à-dire le futur évêque Prudence de Troyes, où « Clément » est cité comme un poète contemporain (« Maxime Clementem, merito qui nomine tali/ Ornatus claret et pietate probus ;/ Inde Thomam, Gondacharum pariterque potentem,/ Mens quorum est similis mentis, Homere, tuæ » ; un passage du poème semble impliquer que Théodulf d'Orléans est mort (et donc que la date de composition est postérieure au 18 décembre 821).
L'année de la mort de Clément n'est pas connue, mais, dans une nécrologie figurant dans un manuscrit de Wurtzbourg remontant au IXe siècle, le jour donné est le 29 mars, avec l'indication conforme au distique d'Ermold le Noir, qu'il était prêtre (« Clementis presbiteri magistri palatini »). Peut-être est-il mort dans cette ville.
On conserve deux traités grammaticaux portant le nom de Clément : l'un intitulé Ars grammatica, ou De partibus orationis, l'autre intitulé De barbarismis.

## Édition
- (la) Joannes Tolkiehn, Clementis Ars grammatica, Leipzig, Dieterich, coll. « Philologi Supplementband, XX, 3 », 1928.